# FIFA Konfederacijski kup 2005.
FIFA Konfederacijski kup 2005. je sedmo izdanje Kupa konfederacija koje se igralo od 15. do 29. lipnja 2005. u Njemačkoj. Naslov je osvojio Brazil, tadašnji svjetski prvak s Mundijala u Japanu i Južnoj Koreji 2002. U finalu igranom na Waldstadionu u Frankfurtu, Carioce su pobijedile Argentinu s visokih 4:1. Bila je riječ o svojevrsnom revanšu na finale Cope Américe gdje je Brazil ponovo briljirao.

## Sudionici
Na turniru se natječu osam ekipa reprezentacija pobjednici kontinentalnih natjecanja (CAF, CONMEBOL, UEFA, AFC, OFC i CONCACAF) te svjetski prvak i domaćin. Jedini izuzetak svim reprezentacijama je bila Argentina. Naime, Brazil se kvalificirao na turnir osvajanjem Svjetskog prvenstva 2002. Budući da su Carioce osvojile i Copu Américu 2004., kao predstavnik Južne Amerike je pozvan finalist tog natjecanja, a to je bila Argentina.
| Zemlja     | Konfederacija | Način kvalifikacije                  | Datum kvalifikacije | Br. nastupa |
| ---------- | ------------- | ------------------------------------ | ------------------- | ----------- |
| Njemačka   | UEFA          | Domaćin Svjetskog prvenstva 2006.    | 7. srpnja 2000.     | 2           |
| Grčka      | UEFA          | Pobjednik EURO-a 2004.               | 4. srpnja 2004.     | 1           |
| Brazil     | CONMEBOL      | Pobjednik SP-a 2002.                 | 30. lipnja 2002.    | 5           |
| Argentina  | CONMEBOL      | Finalist Cope Américe 2004.          | 25. srpnja 2004.    | 3           |
| Meksiko    | CONCACAF      | Pobjednik CONCACAF Zlatni kup 2003.  | 27. srpnja 2003.    | 5           |
| Japan      | AFC           | Pobjednik Azijskog kupa 2004.        | 7. kolovoza 2004.   | 4           |
| Tunis      | CAF           | Pobjednik Afričkog Kupa nacija 2004. | 14. veljače 2004.   | 1           |
| Australija | OFC           | Pobjednik Kupa nacija 2004.          | 12. listopada 2004. | 3           |

## Stadioni
Turnir se igrao na četiri stadiona koji su sljedeće godine ugostili utakmice Svjetskog prvenstva:
| Frankfurt         | Köln                | Hannover          | Leipzig           | Nürnberg          |
| ----------------- | ------------------- | ----------------- | ----------------- | ----------------- |
| Commerzbank-Arena | RheinEnergieStadion | AWD-Arena         | Zentralstadion    | Frankenstadion    |
| Kapacitet: 48.132 | Kapacitet: 46.120   | Kapacitet: 44.652 | Kapacitet: 44.200 | Kapacitet: 41.926 |
|                   |                     |                   |                   |                   |

## Popis sudaca
| Afrika - Mourad Daami Azija - Shamsul Maidin Europa - Herbert Fandel - Ľuboš Micheľ - Roberto Rosetti | Sjeverna i centralna Amerika te Karibi - Peter Prendergast Oceanija - Matthew Breeze Južna Amerika - Carlos Amarilla - Carlos Chandía |

## Natjecanje po skupinama

### Skupina A
| Momčad     | Br. uta. | Pob. | Izj. | Por. | Gol razl. | Br. bod. |
| ---------- | -------- | ---- | ---- | ---- | --------- | -------- |
| Njemačka   | 3        | 2    | 1    | 0    | 9:5       | 7        |
| Argentina  | 3        | 2    | 1    | 0    | 8:5       | 7        |
| Tunis      | 3        | 1    | 0    | 2    | 3:5       | 3        |
| Australija | 3        | 0    | 0    | 3    | 5:10      | 0        |

| 15. lipnja 2005. 18:00          |                |                      |                                                                       |
| Argentina                       | 2:1 (Izvješće) | Tunis                | RheinEnergieStadion, Köln Gledatelja: 28.033 Sudac: Rosetti (Italija) |
| Riquelme 33' (pen.) Saviola 57' |                | Guemamdia 72' (pen.) | RheinEnergieStadion, Köln Gledatelja: 28.033 Sudac: Rosetti (Italija) |

| 15. lipnja 2005. 21:00                                      |                |                           |                                                                      |
| Njemačka                                                    | 4:3 (Izvješće) | Australija                | Waldstadion, Frankfurt Gledatelja: 46.466 Sudac: Amarilla (Paragvaj) |
| Kurányi 17' Mertesacker 23' Ballack 60' (pen.) Podolski 88' |                | Skoko 21' Aloisi 31', 90' | Waldstadion, Frankfurt Gledatelja: 46.466 Sudac: Amarilla (Paragvaj) |

| 18. lipnja 2005. 18:00 |                |                                                 |                                                                           |
| Tunis                  | 0:3 (Izvješće) | Njemačka                                        | RheinEnergieStadion, Köln Gledatelja: 44.337 Sudac: Prendergast (Jamajka) |
|                        |                | Ballack 74' (pen.) Schweinsteiger 80' Hanke 88' | RheinEnergieStadion, Köln Gledatelja: 44.337 Sudac: Prendergast (Jamajka) |

| 18. lipnja 2005. 20:45 |                |                                     |                                                                      |
| Australija             | 2:4 (Izvješće) | Argentina                           | Frankenstadion, Nürnberg Gledatelja: 25.218 Sudac: Maidin (Singapur) |
| Aloisi 61' (pen.), 70' |                | Figueroa 12', 53', 89' Riquelme 31' | Frankenstadion, Nürnberg Gledatelja: 25.218 Sudac: Maidin (Singapur) |

| 21. lipnja 2005. 20:45 |                |                 |                                                                  |
| Australija             | 0:2 (Izvješće) | Tunis           | Zentralstadion, Leipzig Gledatelja: 23.952 Sudac: Chandía (Čile) |
|                        |                | Santos 26', 70' | Zentralstadion, Leipzig Gledatelja: 23.952 Sudac: Chandía (Čile) |

| 21. lipnja 2005. 20:45     |                |                         |                                                                      |
| Argentina                  | 2:2 (Izvješće) | Njemačka                | Frankenstadion, Nürnberg Gledatelja: 42.088 Sudac: Micheľ (Slovačka) |
| Riquelme 33' Cambiasso 74' |                | Kurányi 29' Asamoah 51' | Frankenstadion, Nürnberg Gledatelja: 42.088 Sudac: Micheľ (Slovačka) |

### Skupina B
| Momčad  | Br. uta. | Pob. | Izj. | Por. | Gol razl. | Br. bod. |
| ------- | -------- | ---- | ---- | ---- | --------- | -------- |
| Meksiko | 3        | 2    | 1    | 0    | 3:1       | 7        |
| Brazil  | 3        | 1    | 1    | 1    | 5:3       | 4        |
| Japan   | 3        | 1    | 1    | 1    | 4:4       | 4        |
| Grčka   | 3        | 0    | 1    | 2    | 0:4       | 1        |

| 16. lipnja 2005. 18:00 |                |                         |                                                                   |
| Japan                  | 1:2 (Izvješće) | Meksiko                 | AWD-Arena, Hannover Gledatelja: 24.036 Sudac: Breeze (Australija) |
| Yanagisawa 12'         |                | Naelson 39' Fonseca 64' | AWD-Arena, Hannover Gledatelja: 24.036 Sudac: Breeze (Australija) |

| 16. lipnja 2005. 20:45              |                |       |                                                                     |
| Brazil                              | 3:0 (Izvješće) | Grčka | Zentralstadion, Leipzig Gledatelja: 42.507 Sudac: Micheľ (Slovačka) |
| Adriano 41' Robinho 46' Juninho 81' |                |       | Zentralstadion, Leipzig Gledatelja: 42.507 Sudac: Micheľ (Slovačka) |

| 19. lipnja 2005. 18:00 |                |           |                                                                    |
| Grčka                  | 0:1 (Izvješće) | Japan     | Waldstadion, Frankfurt Gledatelja: 34.314 Sudac: Fandel (Njemačka) |
|                        |                | Oguro 76' | Waldstadion, Frankfurt Gledatelja: 34.314 Sudac: Fandel (Njemačka) |

| 19. lipnja 2005. 20:45 |                |        |                                                                 |
| Meksiko                | 1:0 (Izvješće) | Brazil | AWD-Arena, Hannover Gledatelja: 43.677 Sudac: Rosetti (Italija) |
| Borgetti 59'           |                |        | AWD-Arena, Hannover Gledatelja: 43.677 Sudac: Rosetti (Italija) |

| 22. lipnja 2005. 20:45 |                |         |                                                                      |
| Grčka                  | 0:0 (Izvješće) | Meksiko | Waldstadion, Frankfurt Gledatelja: 31.285 Sudac: Amarilla (Paragvaj) |
|                        |                |         | Waldstadion, Frankfurt Gledatelja: 31.285 Sudac: Amarilla (Paragvaj) |

| 22. lipnja 2005. 20:45 |                |                            |                                                                   |
| Japan                  | 2:2 (Izvješće) | Brazil                     | RheinEnergieStadion, Köln Gledatelja: 44.922 Sudac: Daami (Tunis) |
| Nakamura 27' Oguro 88' |                | Robinho 10' Ronaldinho 32' | RheinEnergieStadion, Köln Gledatelja: 44.922 Sudac: Daami (Tunis) |

## Polufinale
| 25. lipnja 2005. 18:00          |                |                                        |                                                                   |
| Njemačka                        | 2:3 (Izvješće) | Brazil                                 | Frankenstadion, Nürnberg Gledatelja: 42.187 Sudac: Chandía (Čile) |
| Podolski 23' Ballack 45' (pen.) |                | Adriano 21', 76' Ronaldinho 43' (pen.) | Frankenstadion, Nürnberg Gledatelja: 42.187 Sudac: Chandía (Čile) |

| 26. lipnja 2005. 18:00 |                             |                      |                                                                 |
| Meksiko                | 1:1 (5:6) (11 m) (Izvješće) | Argentina            | AWD-Arena, Hannover Gledatelja: 40.718 Sudac: Rosetti (Italija) |
| Salcido 104'           |                             | Figueroa 110' (pen.) | AWD-Arena, Hannover Gledatelja: 40.718 Sudac: Rosetti (Italija) |

|                                                                               |     | jedanaesterci                                                                        |  |  |
| Pérez: gol Pardo: gol Borgetti: gol Salcido: gol Pineda: gol Osorio: promašaj | 5:6 | Riquelme: gol Maxi Rodríguez: gol Aimar: gol Galletti: gol Sorin: gol Cambiasso: gol |  |  |
|                                                                               |     |                                                                                      |  |  |

## Za treće mjesto
| 29. lipnja 2005. 18:00                               |                |                               |                                                                       |
| Njemačka                                             | 4:3 (Izvješće) | Meksiko                       | Zentralstadion, Leipzig Gledatelja: 43.335 Sudac: Breeze (Australija) |
| Podolski 37' Schweinsteiger 41' Huth 79' Ballack 97' |                | Fonseca 40' Borgetti 58', 85' | Zentralstadion, Leipzig Gledatelja: 43.335 Sudac: Breeze (Australija) |

## Finale
| 29. lipnja 2005. 20:45                   |                |           |                                                                    |
| Brazil                                   | 4:1 (Izvješće) | Argentina | Waldstadion, Frankfurt Gledatelja: 45.591 Sudac: Micheľ (Slovačka) |
| Adriano 11', 63' Kaká 16' Ronaldinho 47' |                | Aimar 65' | Waldstadion, Frankfurt Gledatelja: 45.591 Sudac: Micheľ (Slovačka) |

## Nagrade
| Dobitnik zlatne kopačke: | Dobitnik zlatne lopte: | Dobitnik srebrne kopačke: | Dobitnik srebrne lopte: | Dobitnik brončane kopačke: | Dobitnik brončane lopte: | Dobitnik FIFA Fair Play pokala: |
| ------------------------ | ---------------------- | ------------------------- | ----------------------- | -------------------------- | ------------------------ | ------------------------------- |
| Adriano                  | Adriano                | Michael Ballack           | Riquelme                | Aloisi                     | Ronaldinho               | Grčka                           |

## Popis strijelaca
| 5 golova - Adriano 4 gola - Luciano Figueroa - John Aloisi - Michael Ballack 3 gola - Juan Román Riquelme - Ronaldinho - Lukas Podolski - Jared Borgetti |  | 2 gola - Robinho - Kevin Kurányi - Bastian Schweinsteiger - Masashi Oguro - José Francisco Fonseca - Francileudo Santos |  | 1 gol - Esteban Cambiasso - Pablo Aimar - Javier Saviola - Josip Skoko - Kaká - Juninho - Gerald Asamoah - Robert Huth - Per Mertesacker - Mike Hanke - Atsushi Yanagisawa - Shunsuke Nakamura - Antônio Naelson - Carlos Salcido - Haykel Guemamdia |

## Vanjske poveznice
- Službena web stranica Kupa konfederacija 2005.  Arhivirana inačica izvorne stranice od 16. prosinca 2013. (Wayback Machine)
- FutbolPlanet.de - Confederations Cup 2005 - Germany
- Soccerphile - Confederations Cup Germany 2005